# Nyschnja Duwanka
Nyschnja Duwanka (ukrainisch Нижня Дуванка; russisch Нижняя Дуванка/Nischnjaja Duwanka) ist eine Siedlung städtischen Typs im Osten der Ukraine mit etwa 2200 Einwohnern.

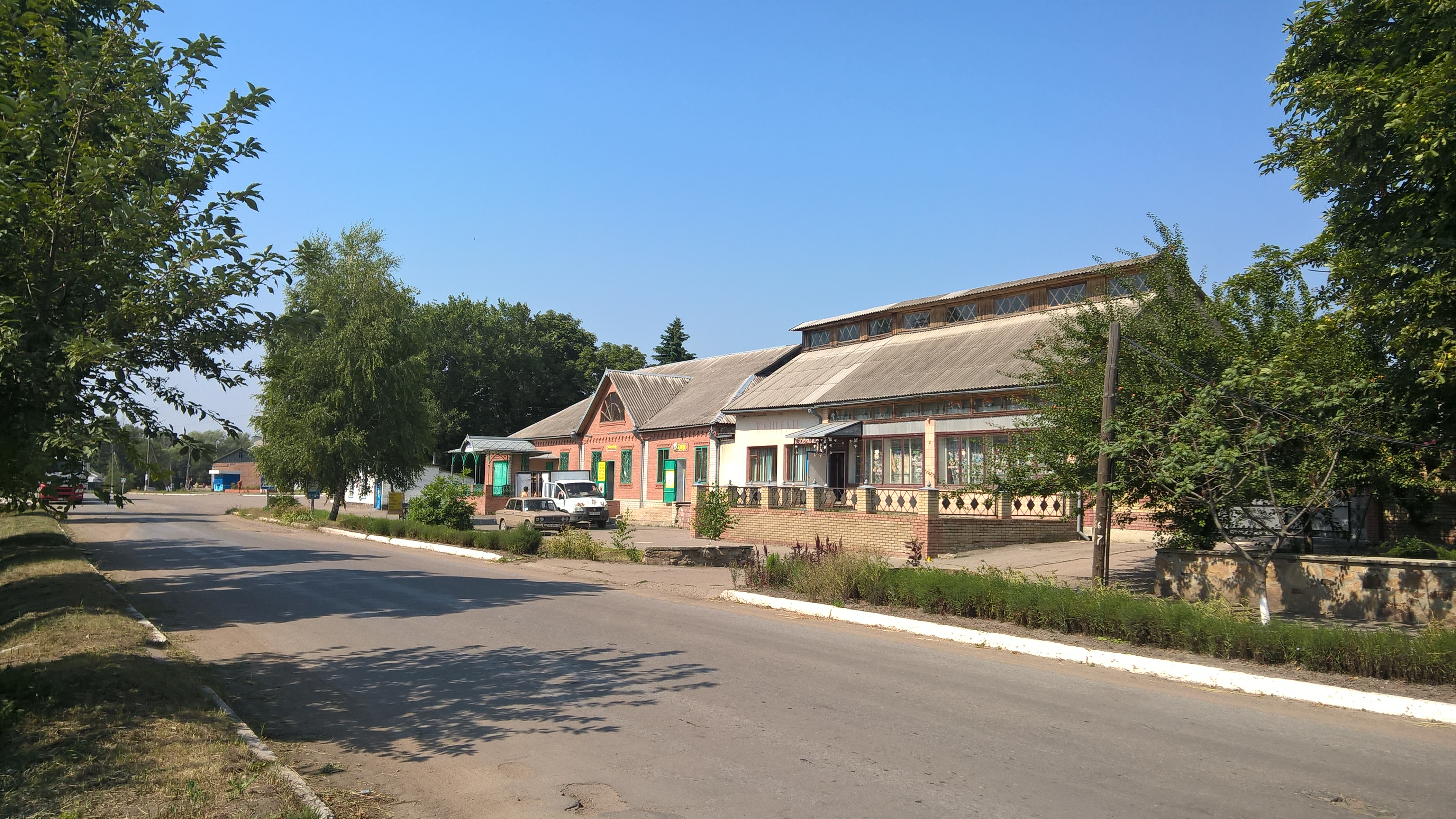
Haus im Ort

## Geographie
Der Ort in der Oblast Luhansk ist am Zusammenfluss der Duwanka (Дуванка) mit der Krasna, etwa 19 Kilometer nördlich der Rajonshauptstadt Swatowe und 140 Kilometer nordwestlich der Oblasthauptstadt Luhansk gelegen.

## Geschichte
Der Ort wurde in den 1730er Jahren gegründet, seit 1960 hat er den Status einer Siedlung städtischen Typs.

## Verwaltungsgliederung
Am 12. Juni 2017 wurde die Siedlung zum Zentrum der neugegründeten Siedlungsgemeinde Nyschnja Duwanka (Нижньодуванська селищна громада/Nyschnjoduwanska selyschtschna hromada). Zu dieser zählten auch die 6 Dörfer Kulykiwka, Nowonykanoriwka, Nowotscherwone, Oleksandriwka, Twerdochlibowe und Westatiwka, bis dahin bildete sie zusammen mit den Dörfern Kulykiwka, Nowonykanoriwka, Oleksandriwka, Twerdochlibowe und Westatiwka die gleichnamige Siedlungsratsgemeinde Nyschnja Duwanka (Нижньодуванська селищна рада/Nyschnjoduwanska selyschtschna rada) im Norden des Rajons Swatowe.
Am 12. Juni 2020 wurde kamen noch die 10 in der untenstehenden Tabelle aufgelistetenen Dörfer zum Gemeindegebiet.
Folgende Orte sind neben dem Hauptort Nyschnja Duwanka Teil der Gemeinde:
| Name                     | Name            | Name                                 |
| ukrainisch transkribiert | ukrainisch      | russisch                             |
| ------------------------ | --------------- | ------------------------------------ |
| Dolja                    | Доля            | Доля                                 |
| Jabluniwka               | Яблунівка       | Яблоновка (Jablonowka)               |
| Kulykiwka                | Куликівка       | Куликовка (Kulikowka)                |
| Lebediwka                | Лебедівка       | Лебедевка (Lebedewka)                |
| Nauholne                 | Наугольне       | Наугольное (Naugolnoje)              |
| Nowonykanoriwka          | Новониканорівка | Новониканоровка (Nowonikanorowka)    |
| Nowotscherwone           | Новочервоне     | Новочервоное (Nowotscherwonoje)      |
| Oborotniwka              | Оборотнівка     | Оборотновка (Oborotnowka)            |
| Oleksandriwka            | Олександрівка   | Александровка (Alexandrowka)         |
| Poltawa                  | Полтава         | Полтава                              |
| Pylypiwka                | Пилипівка       | Пилиповка (Pilipowka)                |
| Sofijiwka                | Софіївка        | Софиевка (Sofijewka)                 |
| Tarassiwka               | Тарасівка       | Тарасовка (Tarassowka)               |
| Twerdochlibowe           | Твердохлібове   | Твердохлебово (Twerdochlebowo)       |
| Werchnja Duwanka         | Верхня Дуванка  | Верхняя Дуванка (Werchnjaja Duwanka) |
| Westatiwka               | Вестатівка      | Вестатовка (Westatowka)              |